# Pietrowice Wielkie (gemeente)
De gemeente Pietrowice Wielkie is een landgemeente in het Poolse woiwodschap Silezië, in powiat Raciborski.
De zetel van de gemeente is in Pietrowice Wielkie.
Op 30 juni 2004 telde de gemeente 7203 inwoners.

## Oppervlakte gegevens
In 2002 bedroeg de totale oppervlakte van gemeente Pietrowice Wielkie 68,07 km², waarvan:
- agrarisch gebied: 87%
- bossen: 4%

De gemeente beslaat 12,51% van de totale oppervlakte van de powiat.

## Demografie
Stand op 30 juni 2004:
| Omschrijving                   | Totaal | Totaal | Vrouwen | Vrouwen | Mannen | Mannen |
| ------------------------------ | ------ | ------ | ------- | ------- | ------ | ------ |
| eenheid                        | aantal | %      | aantal  | %       | aantal | %      |
| inwoners                       | 7203   | 100    | 3769    | 52,3    | 3434   | 47,7   |
| bevolkingsdichtheid (inw./km²) | 105,8  | 105,8  | 55,4    | 55,4    | 50,4   | 50,4   |

In 2002 bedroeg het gemiddelde inkomen per inwoner 1269,8 zł.

## Administratieve plaatsen (sołectwo)
Amandów, Cyprzanów, Gródczanki, Kornice, Krowiarki, Lekartów, Maków, Pawłów, Pietrowice Wielkie, Samborowice, Żerdziny

## Aangrenzende gemeenten
Baborów, Kietrz, Krzanowice, Racibórz, gmina Rudnik. De gemeente grenst aan Tsjechië.